# 東京都道245号杉並田無線

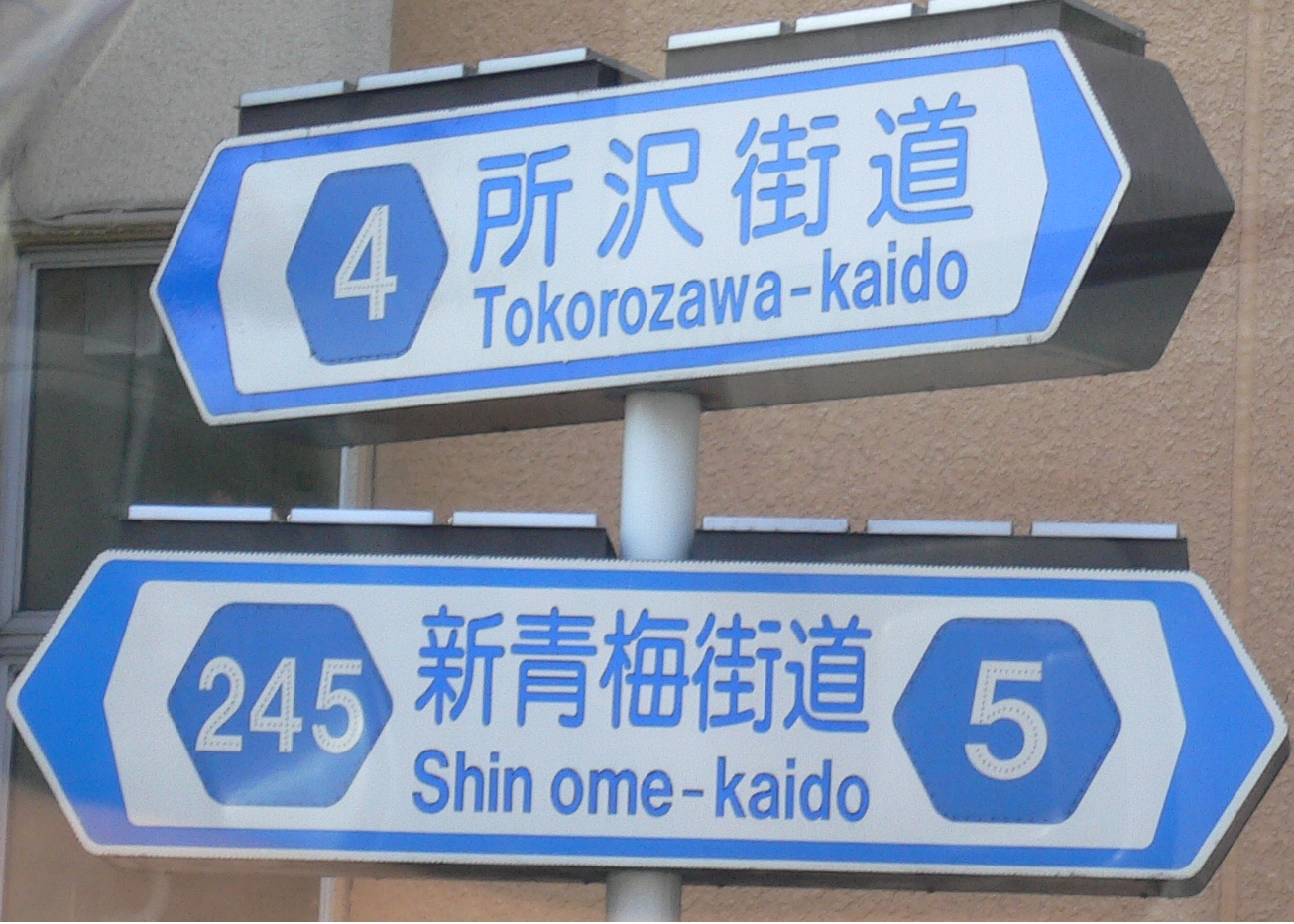
北原交差点にて撮影

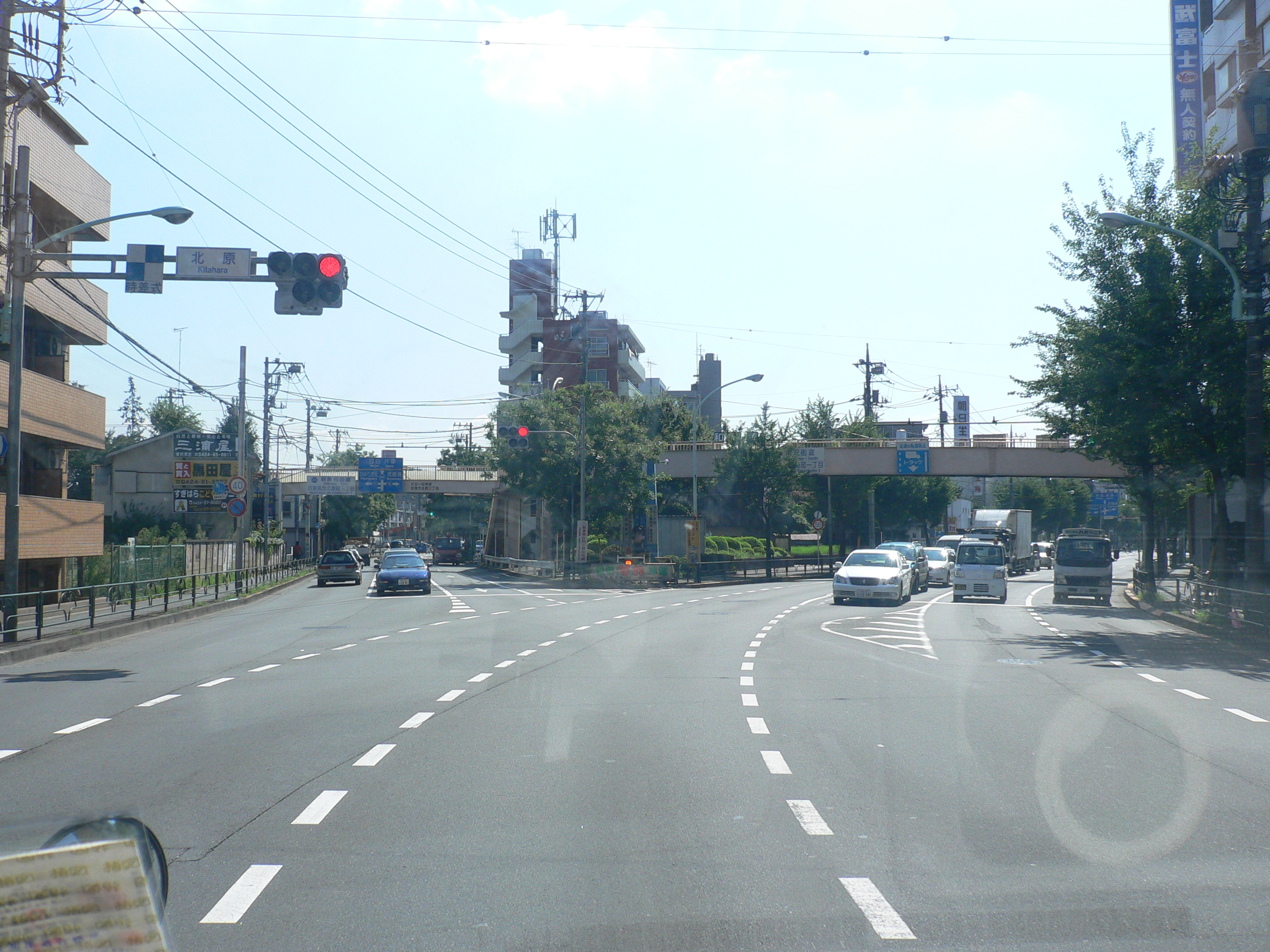
北原交差点

東京都道245号杉並田無線（とうきょうとどう245ごう すぎなみたなしせん）は、東京都杉並区・練馬区・西東京市を結ぶ一般都道である。

## 概要

### 路線データ
- 起点：東京都杉並区[2]（井草三丁目交差点）
- 終点：東京都西東京市[2]（北原交差点）
- 延長：6,557 m[1]
- 面積：102,483 m2[1]
- 通称：新青梅街道[2]（東京都通称道路名設定公告整理番号85[1]）

## 歴史

### 年表
- 1973年（昭和48年）12月4日：東京都告示第1283号により、東京都道に指定される[2]。

## 重複区間
- 東京都道440号落合井草線（井草三丁目交差点 - 井草四丁目交差点）

## 地理

### 通過する自治体
- 東京都
  - 杉並区 - 練馬区 - 西東京市

### 交差する道路
| 交差する道路                                                          | 交差点名       | 所在地 | 所在地   | 備考  |
| --------------------------------------------------------------------- | -------------- | ------ | -------- | ----- |
| 東京都道440号落合井草線（新青梅街道） 鷺宮・目白・飯田橋方面          |                |        |          |       |
| 東京都道440号落合井草線（新青梅街道） 東京都道311号環状八号線         | 井草3丁目      | 東京都 | 杉並区   |       |
| 東京都道439号椎名町上石神井線（千川通り）                             | 井草4丁目      | 東京都 | 練馬区   |       |
| 東京都道444号下石神井大泉線（井草通り）                               | 石神井消防署前 | 東京都 | 練馬区   |       |
| 東京都道8号千代田練馬田無線（富士街道）                               | 富士町         | 東京都 | 西東京市 |       |
| 東京都道233号東大泉田無線（伏見通り）                                 |                | 東京都 | 西東京市 |       |
| 東京都道233号東大泉田無線（保谷新道）                                 | 保谷新道       | 東京都 | 西東京市 | [ 3 ] |
| 東京都道112号ひばりケ丘停車場線（谷戸新道）                           | 北原町一丁目   | 東京都 | 西東京市 |       |
| 東京都道112号ひばりケ丘停車場線                                       |                | 東京都 | 西東京市 |       |
| 東京都道4号東京所沢線（所沢街道） 東京都道5号新宿青梅線（新青梅街道） | 北原           | 東京都 | 西東京市 |       |
| 東京都道5号新宿青梅線（新青梅街道） 東大和市・瑞穂町・青梅方面        |                |        |          |       |

### 沿線
- 石神井消防署
- 井草高等学校
- 早大高等学院
- 上智大学
- 武蔵関駅
- 英明フロンティア中学校・高等学校
- 石神井高等学校
- 東伏見駅